# Dianthus daghestanicus
Dianthus daghestanicus är en nejlikväxtart som beskrevs av Charadze. Dianthus daghestanicus ingår i släktet nejlikor, och familjen nejlikväxter. Inga underarter finns listade i Catalogue of Life.